# Elisenfels

Ansichtskarte von Elisenfels um 1910
oben: Textilwerk Ebenauer II (Hintergrund), Röslau (Stauwehr), Villa Ebenauer, Glockenturm (Wirtschaftsgebäude), Textilwerk Ebenauer I, Viadukt Bahnlinie Nürnberg–Eger (Hintergrund);
unten links: Textilwerk Ebenauer I, Wirtschaftsgebäude (Mitte), Villa Ebenauer;
unten rechts: Röslautal (Gsteinigt)

Elisenfels ist ein Gemeindeteil der Stadt Arzberg im Landkreis Wunsiedel im Fichtelgebirge (Oberfranken, Bayern).
Vor der Gebietsreform in Bayern gehörte es zur Gemeinde Röthenbach, heute ebenfalls ein Gemeindeteil von Arzberg.

## Geographie
Das Dorf liegt im Tal der Röslau auf halbem Wege von Seußen nach Arzberg, im nordwestlichen Kohlwald am Fuße des Kohlbergs.
Elisenfels liegt an der Nordroute des Wallenstein-Radwanderweges, der über 37,4 Kilometer von Kössain bei Marktredwitz nach Cheb in Tschechien führt.

## Geschichte

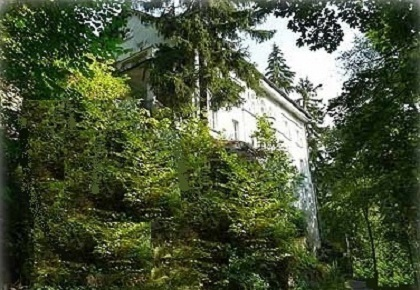
Ebenauer-Villa (Herrenhaus)

Anfang des 19. Jahrhunderts war im heutigen Ortsgebiet noch Wildnis. Ein Steg über die Röslau, der sogenannte Schafsteig, war der Beginn der Urbarmachung dieses Gebietes vor dem Gsteinigt. Der Holzreichtum brachte bald verschiedene Unternehmen in das enge Tal. Die damals beginnende Porzellanindustrie in Arzberg brauchte Porzellanmasse, Bau- und Verpackungsmaterial, so dass Massemühlen, Sägewerke und Papiermühlen dort ansässig wurden. Bekannt war der Papiermühlenbesitzer Jäger aus Selb, nach dem die dort entstandene Siedlung Jägertal hieß. Im Jahre 1851 baute der Textil-Unternehmer Maximilian Ebenauer eine Villa, das sogenannte Herrenhaus, auf einen Fels in der Ortsmitte. Nach dem Vornamen seiner Ehefrau Elise hieß der Ort fortan Elisenfels.

## Einwohnerentwicklung
- 1920: ca. 250[4]
- 1987: 72[5]
- 2010: 52[4]

## Ansässige Unternehmen
- Glasschmelzhafenfabrik Fastner & Co. GmbH